# Mavrokólympos (dammbyggnad)
Mavrokólympos är en dammbyggnad i Cypern.   Den ligger i distriktet Eparchía Páfou, i den västra delen av landet, 90 km väster om huvudstaden Nicosia. Mavrokólympos ligger 73 meter över havet. Den ligger på ön Cypern.
Terrängen runt Mavrokólympos är kuperad åt nordost, men åt sydväst är den platt. Havet är nära Mavrokólympos åt sydväst. Trakten runt Mavrokólympos är ganska tätbefolkad, med 185 invånare per kvadratkilometer. Närmaste större samhälle är Pafos, 9,0 km söder om Mavrokólympos. Trakten runt Mavrokólympos består till största delen av jordbruksmark.